# Bachelor of Social Work
Bachelor of Social Work (BSW) is een Nederlandse bachelor-graad voor afgestudeerden aan een sociaal agogische opleiding in het hoger onderwijs.

## Opleidingen
Sociaal agogische HBO-opleidingen in Nederland zijn:
- CMV Cultureel Maatschappelijke vorming
- CT Vaktherapie: beeldende therapie, muziektherapie, dramatherapie, PMT, danstherapie, tuintherapie
- IVK Integrale VeiligheidsKunde
- MWD Maatschappelijk Werk en Dienstverlening
- SPH Sociaal-Pedagogische Hulpverlening
- SW Social Work

Sommige onderwijsinstellingen met sociaal agogische opleiding verlenen een andere bachelor-graad dan BSW.

## Educatie
Studenten CMV, CT, IVK, MWD, SJD, SPH en SW gebruiken tijdschriften als Sozio (voorheen SPH), Maatwerk en PIP. Uitgevers als Uitgeverij SWP en Uitgeverij Nelissen geven boeken uit in dit domein. 
Bachelor-masterstructuur